# Route 263 (Québec)
Pour les articles homonymes, voir Route 263.
La route 263 (R-263) est une route régionale québécoise d'orientation nord / sud située sur la rive sud du fleuve Saint-Laurent. Elle dessert les régions administratives de l'Estrie, de Chaudière-Appalaches et du Centre-du-Québec.

## Tracé
La route 263 débute à Saint-Augustin-de-Woburn, sur la route 161, tout près de la frontière américaine. Elle se termine à Gentilly, à la jonction de la route 132, en bordure du fleuve Saint-Laurent. Au début de son trajet, elle borde la rive ouest du Lac Mégantic. Elle traverse également le Parc national de Frontenac à Sainte-Praxède.

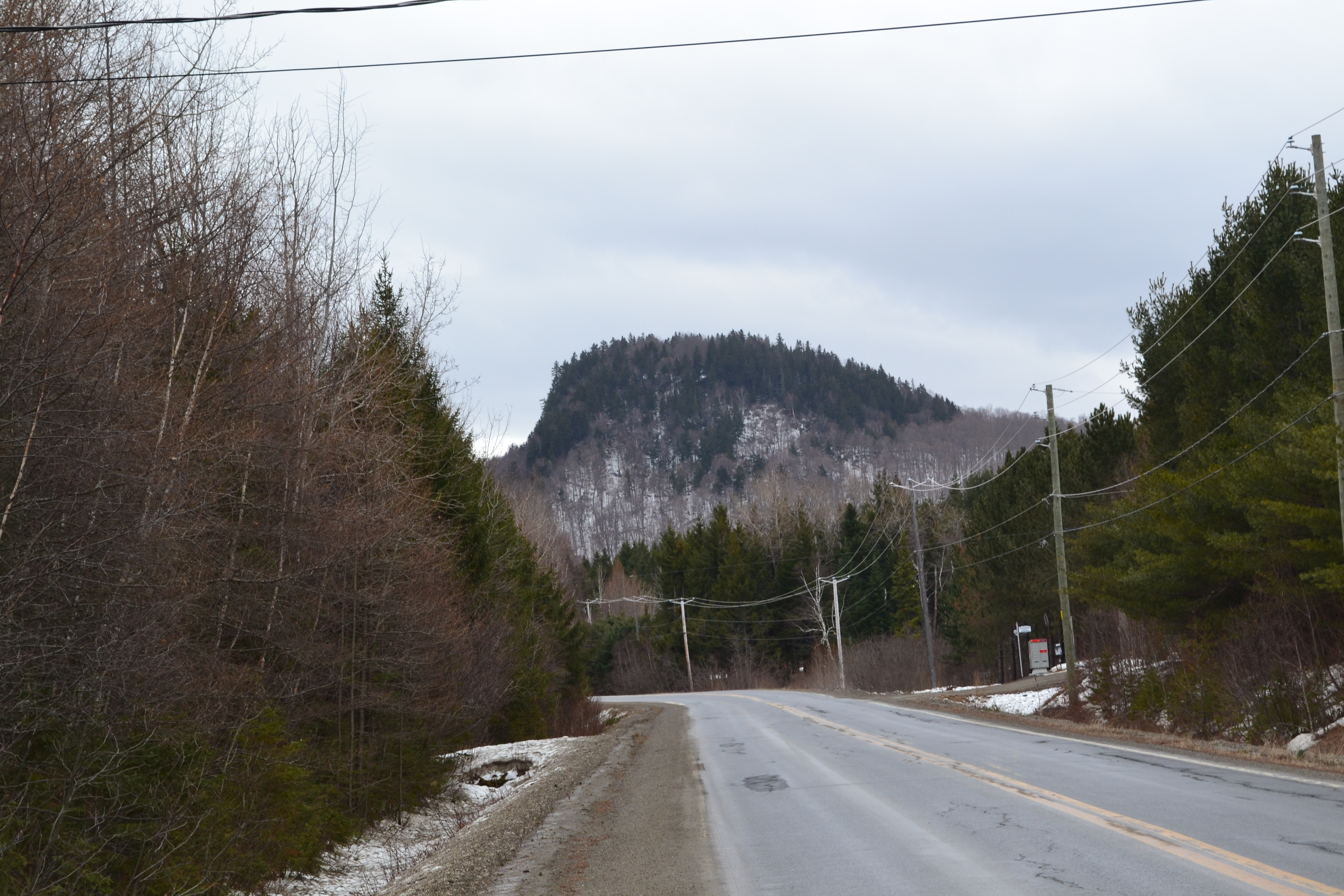
Vue sur le sommet du mont Scotch Cap entre Saint-Augustin-de-Woburn et Piopolis.
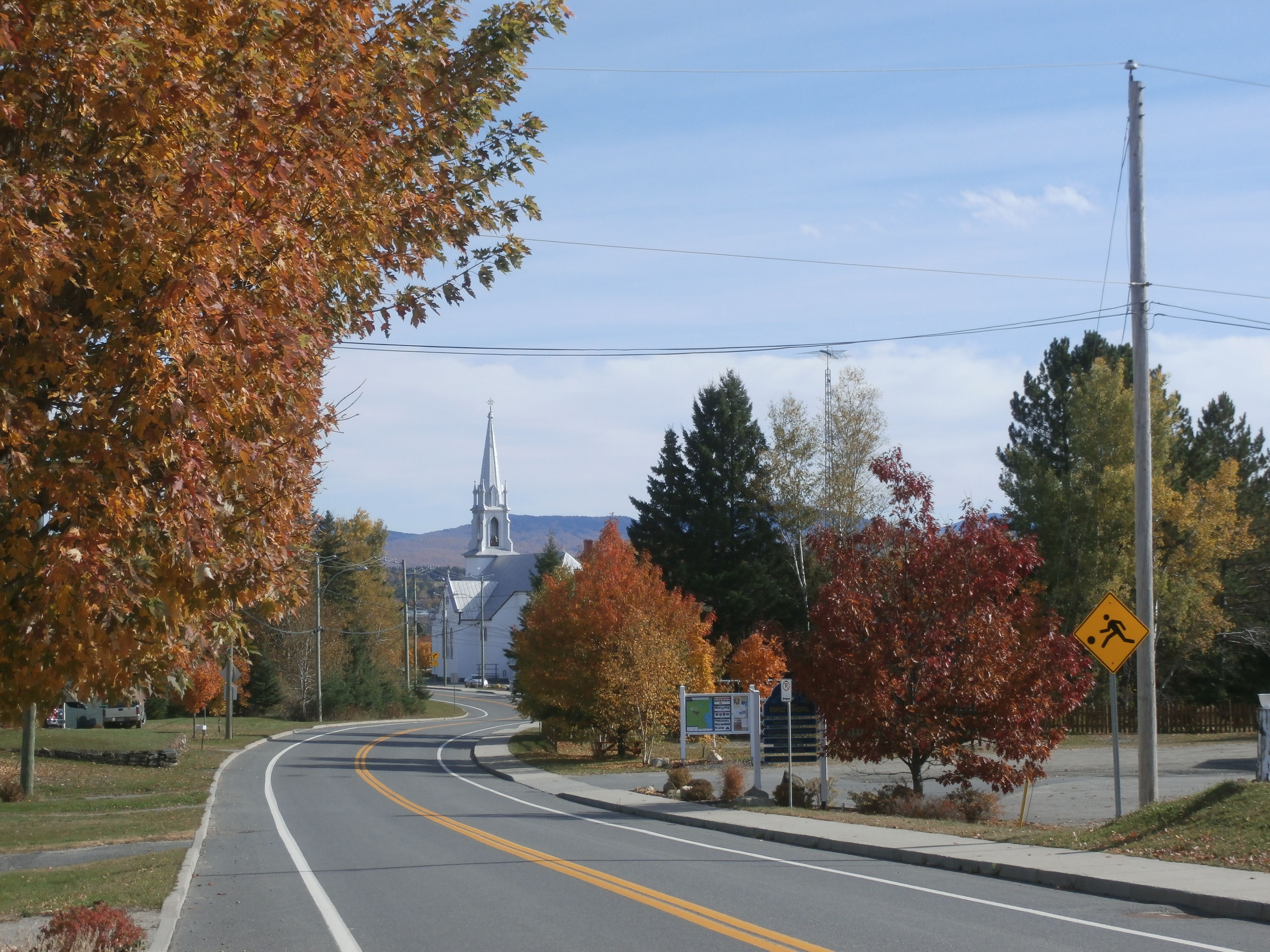
Dans le village de Piopolis.
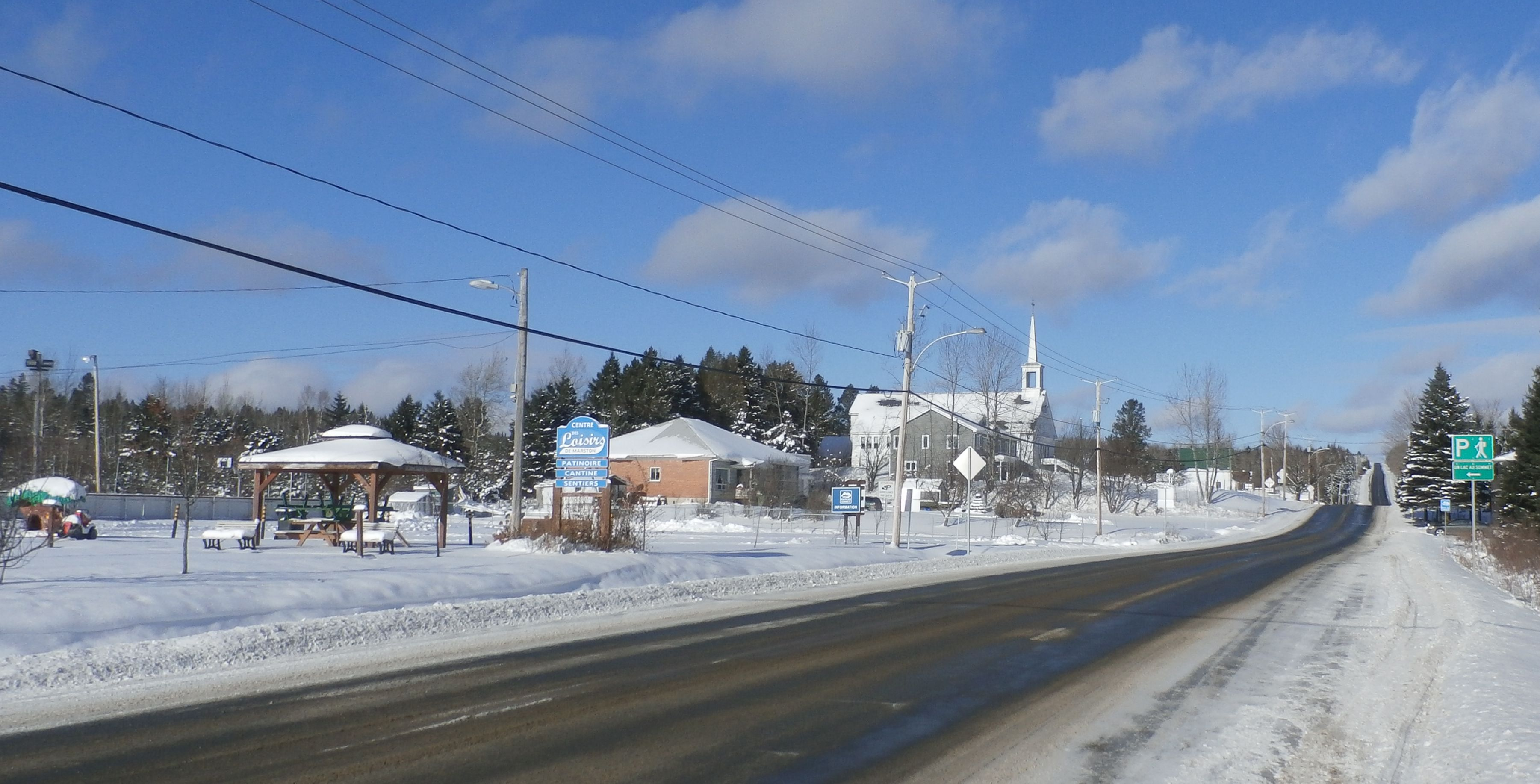
À Marsboro, dans le canton de Marston.
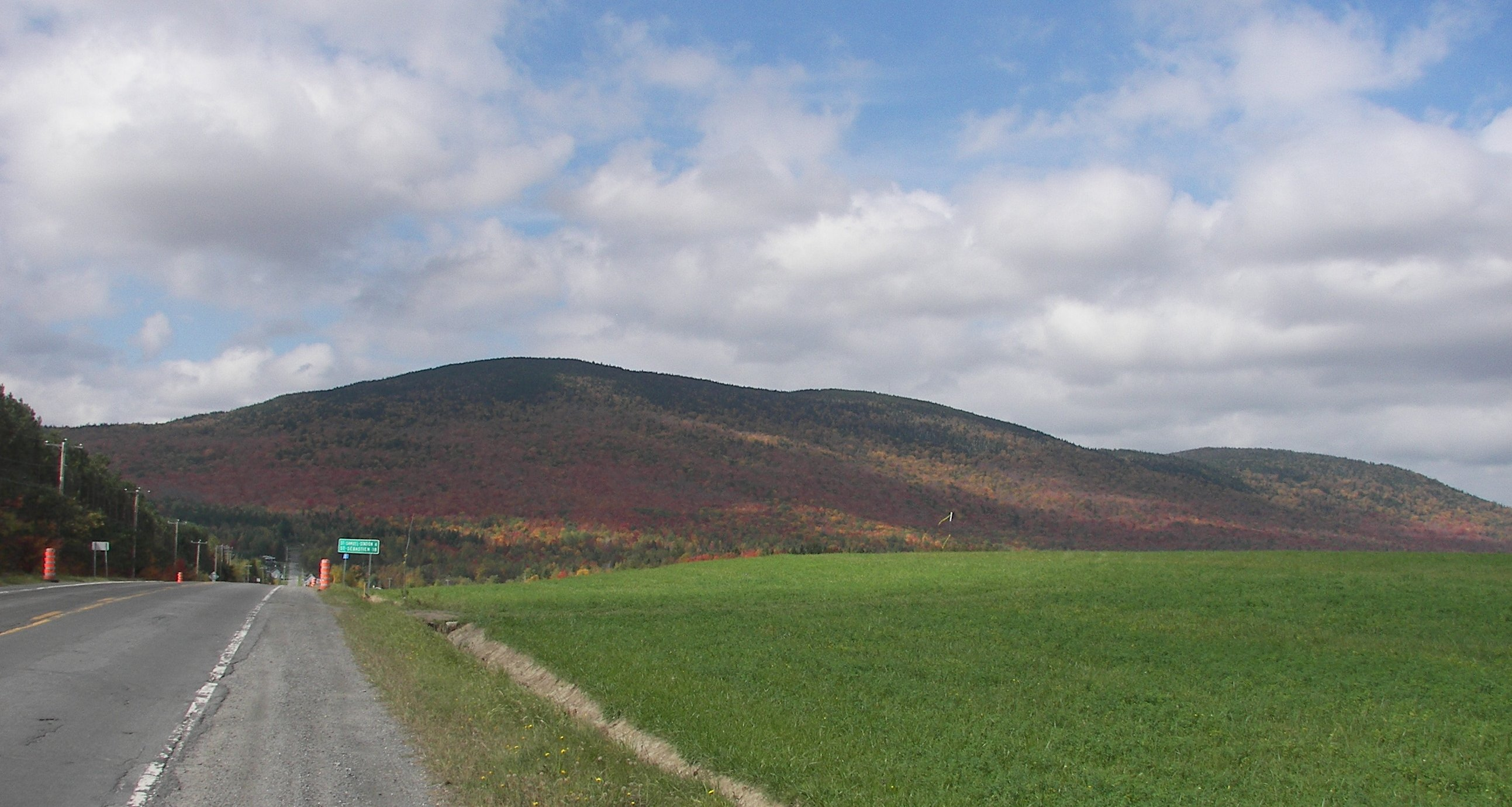
Mont Sainte-Cécile près de Sainte-Cécile-Station.
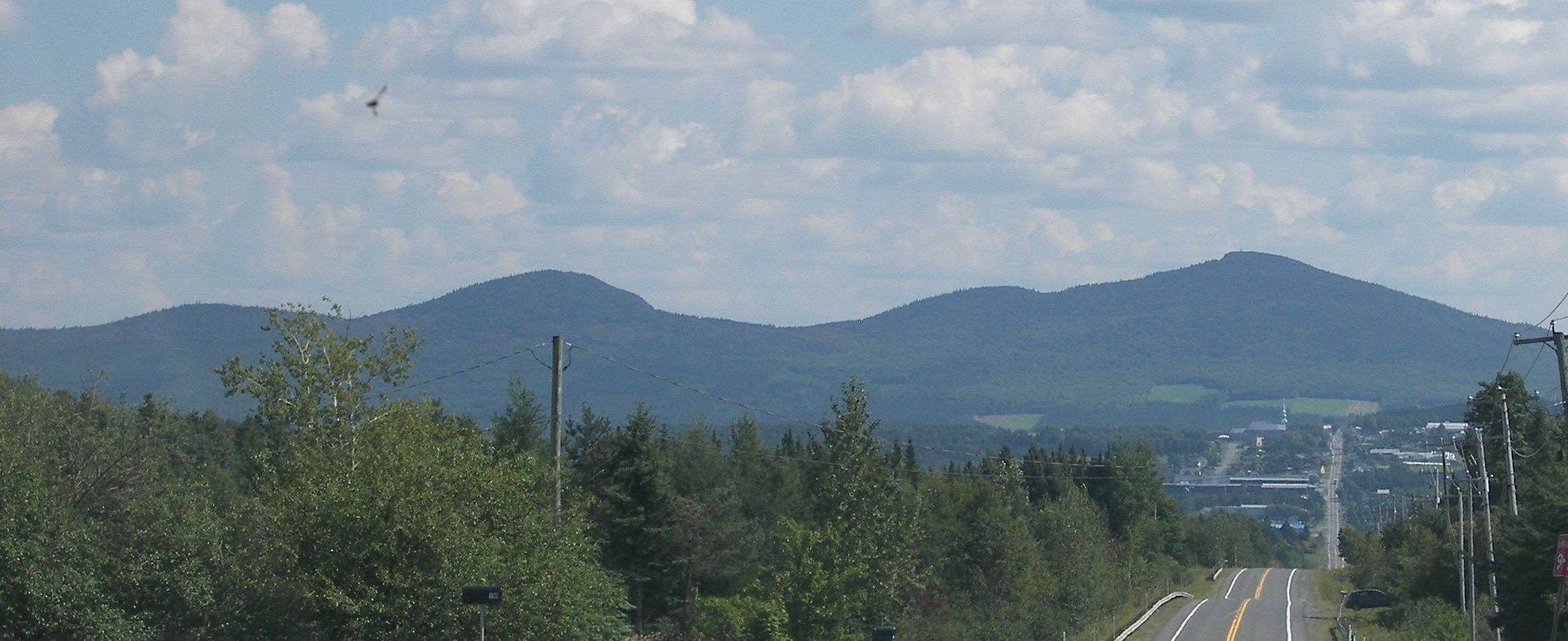
Vue sur le Morne de Saint-Sébastien près de Saint-Sébastien.
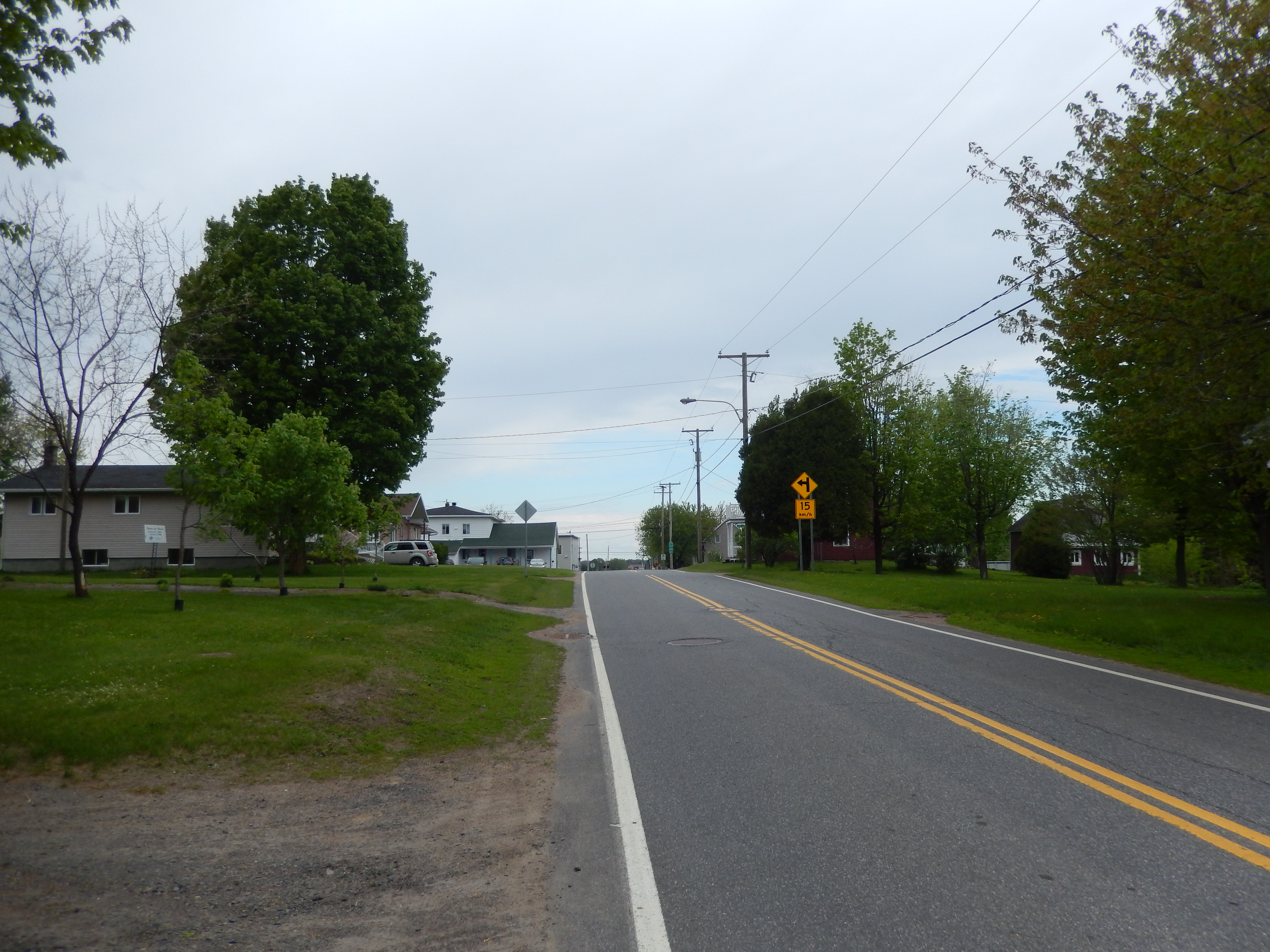
Entrée du village de Lemieux.
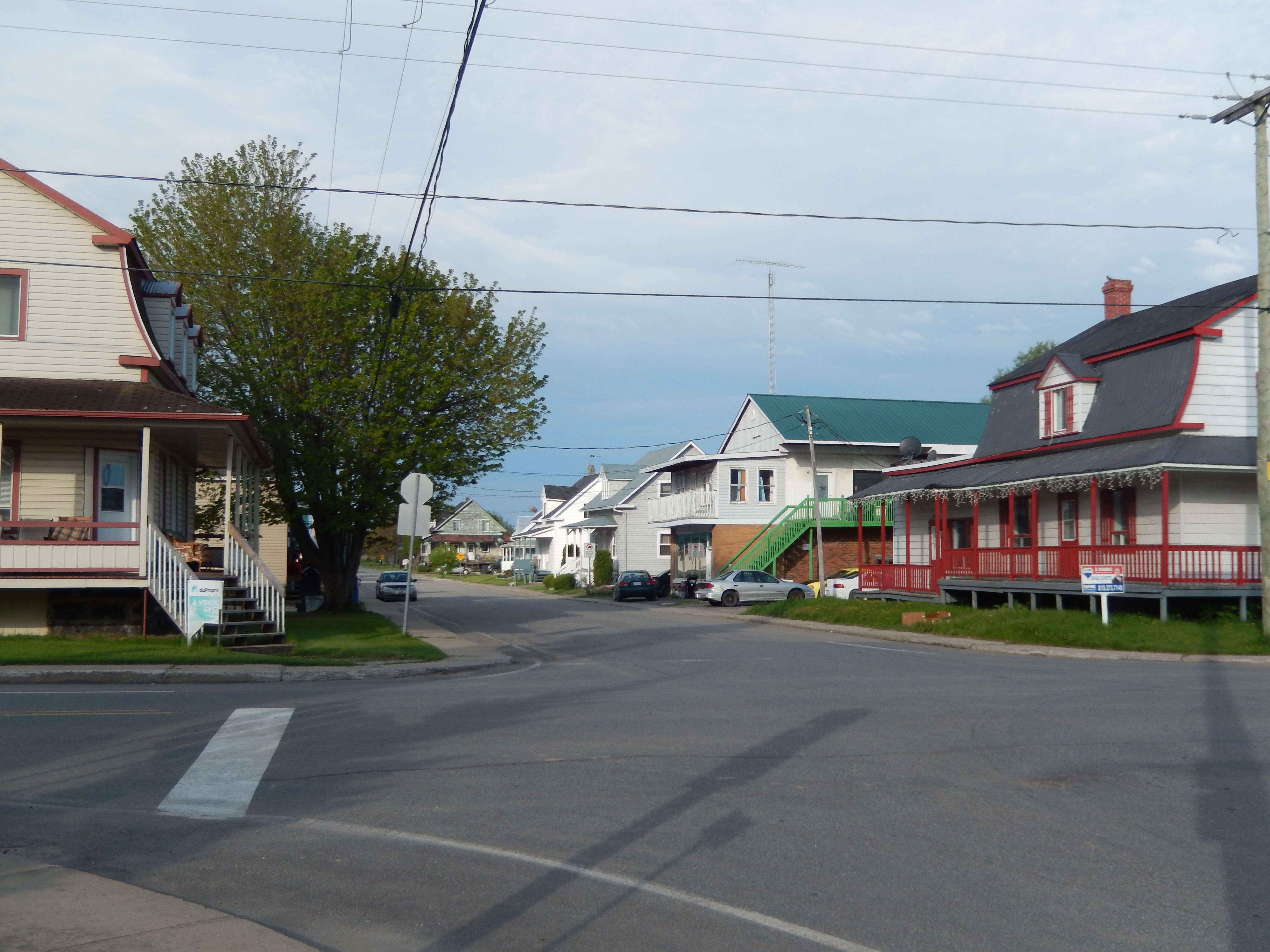
Jonction des routes 226 et 263 à Sainte-Marie-de-Blandford.

## Localités traversées (du sud au nord)
Liste des municipalités dont le territoire est traversé par la route 263, regroupées par municipalité régionale de comté.

### Estrie
Le Granit
- Saint-Augustin-de-Woburn
- Piopolis
- Marston
- Nantes
- Sainte-Cécile-de-Whitton
- Saint-Sébastien
- Lambton
- Saint-Romain

### Chaudière-Appalaches
Les Appalaches
- Sainte-Praxède
- Disraeli (Paroisse)
- Disraeli (Ville)
- Saint-Jacques-le-Majeur-de-Wolfestown
- Saint-Fortunat

### Centre-du-Québec
Arthabaska
- Sainte-Hélène-de-Chester
- Saint-Norbert-d'Arthabaska

L'Érable
- Princeville

Arthabaska
- Saint-Louis-de-Blandford

Bécancour
- Lemieux
- Sainte-Marie-de-Blandford
- Bécancour

## Intersections majeures
| MRC                     | Municipalité                          | km     | Destinations                                        | Notes |
| ----------------------- | ------------------------------------- | ------ | --------------------------------------------------- | --- |
| Le Granit               | Saint-Augustin-de-Woburn              | 0,00   | R-161 – Saint-Augustin-de-Woburn, Lac-Mégantic      | |
| Le Granit               | Nantes                                | 25,30  | R-161 sud – Saint-Georges. Saint-Augustin-de-Woburn | Terminus sud du multiplex avec la R-161; Saint-Georges indiqué en direction nord, Saint-Augustin-de-Woburn indiqué en direction sud; carrefour giratoire |
| Le Granit               | Nantes                                | 27,20  | R-161 nord – Nantes, Sherbrooke                     | Terminus nord du multiplex avec la R-161; Nantes indiqué en direction nord, Sherbrooke indiqué en direction sud                                          |
| Le Granit               | Lambton                               | 64,60  | R-108 est – La Guadeloupe                           | Terminus sud du multiplex avec la R-108 |
| Le Granit               | Lambton                               | 66,60  | R-108 ouest – Saint-Romain, Lac-Mégantic            | Terminus nord du multiplex avec la R-108; Lac-Mégantic indiqué en direction nord                                                                         |
| Les Appalaches          | Disraeli                              | 94,10  | R-112 est – Thetford Mines                          | Terminus sud du multiplex avec la R-112 |
| Les Appalaches          | Disraeli                              | 94,90  | R-112 ouest – Sherbrooke                            | Terminus nord du multiplex avec la R-112 |
| Les Appalaches          | Saint-Jacques-le-Majeur-de-Wolfestown | 109,30 | R-216 est – Saint-Julien                            | Terminus sud du multiplex avec la R-216 |
| Les Appalaches          | Saint-Jacques-le-Majeur-de-Wolfestown | 110,80 | R-216 ouest – Ham-Nord                              | Terminus nord du multiplex avec la R-216; Ham-Nord indiqué en direction nord seulement                                                                   |
| L'Érable                | Princeville                           | 150,90 | R-116 – Victoriaville, Plessisville                 | |
| L'Érable                | Princeville                           | 151,90 | R-165 sud – Plessisville, Thetford Mines            | Terminus sud du multiplex avec la R-165; indications en direction sud seulement                                                                          |
| Arthabaska              | Saint-Louis-de-Blandford              | 162,80 | R-165 nord vers A-20 ouest                          | Terminus nord du multiplex avec la R-165 |
| Arthabaska              | Saint-Louis-de-Blandford              | 162,80 | R-162 ouest – Saint-Rosaire, Victoriaville          | Terminus sud du multiplex avec la R-162; Victoriaville indiqué en direction sud seulement                                                                |
| Arthabaska              | Saint-Louis-de-Blandford              | 167,90 | A-20 – Montréal, Québec                             | Sortie 235 de l'A-20 |
| Arthabaska              | Saint-Louis-de-Blandford              | 167,90 | Terminus est de la R-162                            | Terminus nord du multiplex avec la R-162 |
| Bécancour               | Sainte-Marie-de-Blandford             | 184,70 | R-226 – Sainte-Sophie-de-Lévrard, Sainte-Gertrude   | |
| Bécancour               | Bécancour                             | 196,80 | R-132 – Bécancour, Saint-Pierre-les-Becquets        | |
| - Terminus de multiplex |                                       |        |                                                     | |